# William Sullivan
William Patrick „Pat” Sullivan  (ur. 30 sierpnia 1909 w Lonavli, zm. w 1981 w London Borough of Brent) – indyjski hokeista na trawie, mistrz olimpijski z Los Angeles (1932). 
Były to jedyne igrzyska w jego karierze. Wystąpił jako rezerwowy w spotkaniu z reprezentacją Stanów Zjednoczonych, które Hindusi wygrali wysoko 24-1 (Hindusi grali jeszcze tylko z Japonią (wygrali 11–1), gdyż tylko 3 drużyny startowały). Sullivan nie strzelił jednak żadnego gola.